# A példabeszédek könyve
A Példabeszédek könyve (héberül: מִשְׁלֵי Mislé - a מִשְׁלֵי שְׁלֹמֹה Mislé S(e)lómó - Salamon példabeszédei teljesebb címből rövidülve -; jiddis: משלי Misle) a Biblia egyik protokanonikus ószövetségi könyve, az izraelita bölcsességi irodalom egyik legjellegzetesebb alkotása. A könyv több mondásgyűjteményt foglal össze egyetlen antológiává, amelyben számos témát ölel fel, a vallási, családi és közösségi életre vonatkozó gyakorlati tanácsoktól kezdve, a házasság, a gyermeknevelés vagy a szegénygondozás kérdéséig. Fő témája azonban az, hogy az igazi bölcsesség Istentől származó ajándék: ő biztosítja a világ természeti és erkölcsi rendjét, segítve az igaz embert, és kudarcra ítélve a gonoszt.

## Elnevezése és helye a kánonban

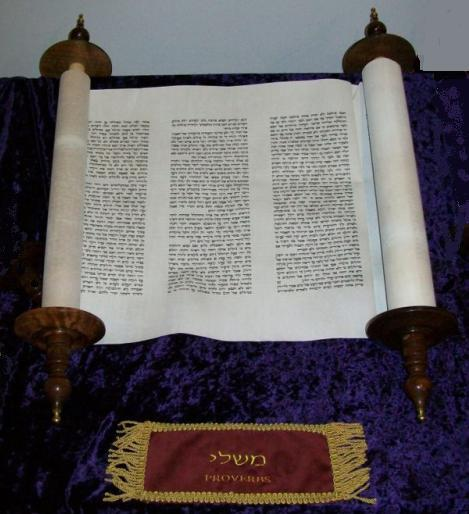

A könyv héber elnevezése Mislé (mondások), amit a Septuaginta Paroimiai (Szalomontosz) címen fordított le görög nyelvre. A Vulgatában a könyv címe Liber proverbiorum (Salomonis), ami a magyar fordításokban Salamon példabeszédei vagy Példabeszédek könyve. A cím a mű feliratából ered: „Salamonnak, Dávid fiának, Izrael királyának mondásai” (1,1).
A héber Biblia kánonjában a Példabeszédek könyve az Írások csoportjában a Zsoltárok könyve és a Jób könyve után vagy között van elhelyezve. A Septuaginta és a Vulgata azonban a három salamoni írást – Példabeszédek könyve (Péld), Prédikátor könyve (Préd), Énekek éneke (Én) – egymás mellé állította a Zsoltárok könyve (Zsolt) után, míg Jób a Zsolt előtt áll. A magyar bibliafordítások – mind a katolikus, mind a protestáns – a Septuaginta és Vulgata sorrendjét követik.

## Keletkezése és felosztása
A harmincegy fejezetből álló könyv nem egyetlen szerző alkotása, hanem gyűjteményekből összeállított, mégis összefüggő mű, azaz gyűjtemények gyűjteménye, amelynek a bevezetés (a bölcsesség ajánlása) és a befejezés (a derék asszony dicsérete) ad keretet. A bibliakutatók hét, nyolc vagy kilenc gyűjteményt különböztetnek meg, amelyeknek kora és kialakulási folyamata biztosan ugyan nem állapítható meg, de többségükben a babiloni fogság (Kr.e. 587-538) előtti korba helyezik őket.

### A Példabeszédek könyvének gyűjteményei
- I. „Salamonnak, Dávid fiának, Izrael királyának mondásai” (1-9)
- II. „Salamon mondásai” (10,1-22,16)
- III. „A bölcsek mondásai” (22,17-24,22)
- IV. „A bölcsek további mondásai” (24,23-34)
- V. „Ez is Salamon mondásai” (25-29)
- VI. „A masszai Agurnak, Jake fiának szavai” (30,1-14)
- VII. Számmondások (30,15-33) – ezt több kutató Agur mondásaihoz kapcsolja.
- VIII. „Lemuelnek, Massza királyának szavai, amelyekkel anyja oktatta” (31,1-9)
- IX. A derék asszony dicsérete (31,10-31) – ezt több kutató Lemuel mondásaihoz kapcsolja.

### Keletkezése
A bölcs mondások műfaja az egész Keleten, így Izraelben is, nagyon messzi múltba tekint vissza. Tudunk arról is, hogy Salamon udvarában is szokásosak voltak ezek (1Kir 5,9-14; 10,1-13.23-25), és magának Salamonnak „háromezer velős mondást” tulajdonítottak (1Kir 5,12), és mindig is úgy tekintettek rá, mint a legnagyobb bölcsre Izraelben. A zsidó és keresztény hagyomány a Példabeszédek könyve szerzőjének is őt tekintette. A könyv alcímei más szerzőket is említenek (bölcsek, Agur és Lemuel), azonban a könyv magja a két salamoni gyűjtemény (II. és V.), és emiatt nevezhették el az egész gyűjteményt Salamon példabeszédeinek. 

Az I. gyűjteményt tartják a legkésőbbi eredetűnek, és keletkezését a fogság utáni korba teszik. Azonban mások (pl. Christopher Kayatz) az egyiptomi vonatkozások miatt ezt a részt is a fogság előtti eredetűnek tekintik. A többi gyűjteményt általában egyöntetűen a fogság előtti korba teszik, vagy támpontok hiányában nem tudják meghatározni korukat. 

A könyv végső redakciója – összegyűjtése, elrendezése, kiegészítése – a Kr. e. 4. és 3. századra tehető, de mindenképpen Sirák fia könyve keletkezése (Kr. e. 190 körül) előtt, ugyanis az ott említett többi Írások között feltételezhető a Példabeszédek könyve is.

## Irodalmi formák és kapcsolatok
A Példabeszédek könyvében lévő mondások túlnyomó többségében két- vagy többsoros versbe szorított rövid mondatok, amelyek az egysoros népi mondásból alakultak ki. Ezeket a mondásokat címszavak, hangzásbeli összecsengés vagy tematikus azonosság alapján rendezték gyűjteményekbe. A mondásoknak többféle irodalmi formája van:
- a) A kijelentő mondás vagy szentencia. Ez tapasztalat eredményét foglalja össze. Többségüknek formája a gondolatritmusra (parallelismus membrorum) épül, azaz a verssorok gondolatai valamilyen viszonyban állnak egymással. Van (együtt)haladó (szintetikus) gondolatritmus, pl. „Összeomlás előtt kevélység a hírnök, felfuvalkodottság jár a bukás előtt.” (16,18); de főként az ellentétes (antitetikus) gondolatritmus a jellemző. Pl. „A bölcs fiú örömet szerez az apjának, de az ostoba fiú bánat az anyjának.” (10,1)
- b) A hasonlító mondás vagy hasonlat. Egyik fajtája különböző életterületekről vett jelenségeket vagy folyamatokat hoz egymással kapcsolatba. Pl.: „Mint az aranyalmák ezüsttányérokon, éppen olyan a szó, amit jókor mondanak.” (25,11) A másik fajta a „jobb… mint” formában két tényállást helyez egymással szembe. Pl.: „Többet ér a kevés az Úr félelmében, mint ha nyugtalansággal párosul a tömérdek kincs.” (15,16)
- c) A bölcsességi intés. Közvetlenül megszólítva az embert, valamilyen magatartásformát tanácsol neki. Pl.: „Ne told odébb az ősrégi mezsgyét, amelyet atyáid vontak meg.” (22,28) Az intést gyakran meg is indokolja, pl.: „A balgatag fülébe ne beszélj, mert lebecsmérli okos szavaidat.” (23,9)

## Tanítása
A Példabeszédek könyve összetettségénél fogva sokrétű tanítást nyújt, az élet különböző területein akar eligazítás adni:
- Inti a királyokat a bölcsesség megszerzésére, mert ez megalapozza tekintélyüket (8,15-16).
- Gyakorlati tanácsokat ad a jó uralkodáshoz (29,2.4.12 köv. 16),
- az alattvalókat azonban figyelmezteti, hogy tiszteljék a királyt (16,12 köv.; 24,21; 25,2 köv.).

Számos előírást ad a családi életre és közösségi magatartásra is: 
- Óv a házasságtöréstől (5,1 köv.; 6,24 köv.; 7,5).
- A férfi ékessége a derék feleség (12,4; 19,14; 31,10-31).
- A családi béke a legnagyobb áldás az ember számára (14,1; 21,9.19; 25,24; 27,15-16).
- A szülőket tisztelni kell (10,1; 17,25; 23,22.24-25; 28,24; 30,11),
- a gyermekeknek gondos nevelést kell adni (13,24; 19,18; 22,15; 23,13-14).
- Az igaz a társadalom és az emberi közösség javát szolgálja (11,10-12; 28,12.28).
- A felebarát iránti szeretet és igazságosság (11,17; 14,9.21; 17,17; 21,3) az emberi együttélés alapja.
- Az elnyomottak is az Isten védelme alatt állnak (14,31; 15,25; 17,5),
- ezért segíteni kell a szegényeket (19,17; 22,9.22 köv,; 23,10 köv.).
- Az igaz elkerüli a lustaságot, jómódját a szorgalmával biztosítja (6,6-11; 10,5; 24.28-34).

A bölcs ember magatartásának hátterében az a meggyőződés húzódik meg, hogy Isten megjutalmazza az igazságot, a szeretetet, a szív tisztaságát, az alázatosságot és bünteti ezeknek az ellenkezőjét. A bölcs ismeri ezt az összefüggést és ennek megfelelően cselekszik. Keresi a világban és az élet minden területén érvényes isteni törvényeket, amelyeket követve jó sorsát biztosítja.
A gyakorlati életszabályokban Isten akaratát látja, és ezért szólítja fel az embert, hogy Isten szándéka szerint irányítsa útjait (16,1 köv.). A bölcs cselekvés és az erények forrása és adományozója azonban Isten (2,6 köv.), tehát az igazi bölcsesség az Úr félelme, és az Őbenne való feltétlen bizalom, mert csak őrá bízhatja magát az ember (1,7; 8,13; 9,10; 14,26 köv. stb.). Az ember sorsa ugyanis Isten kezében van, aki ismeri és számon tartja a jók és gonoszok legrejtettebb szándékait is (15,3.11; 16,2; 21,2). Ebből következik, hogy bár a bölcs tudja a helyes cselekvés módját, mégis alázatos marad 06,5.18 köv. 22,4; 26,12). Tudatában van annak is, hogy betekintése a dolgok rendjébe (11,24 köv.), sőt saját szívébe (16,1 köv.), korlátozott marad, mert a teljes tudás egyedül Istené.
Több versben is a bölcsesség megszemélyesítve jelenik meg (pl. 1,20-33; 8; 9,1.-6), akit „az idők kezdetén”, a világ teremtése előtt alkotott Isten. Ez a személy maga is részt vesz a teremtés művében, és az embereket Istenhez akarja vezetni, mert ő maga „örömmel volt az emberek fiai között” (8,31).

## Külső hivatkozások
- A Példabeszédek könyve – teljes szöveg, többféle fordításban (Biblia fordítások - Károli Biblia), immanuel.hu/biblia/biblia.php
- A Bolts Salomon Kiralnac Könyuei Magyar Nyelven RMK I 27. Heltaj Gaspar es György Hoffgref, Colosuarba, 1551
- A boelts Salomon kiralnac koenyvei 1. Proverbia. 2. Ecclesiastes. 3. Canticum canticorum. 4. Sapientiae. magyar nyelven Archiválva 2016. augusztus 12-i dátummal a Wayback Machine-ben RMK I 27. Heltaj Gaspar es Gyoergy Hoffgref altal, Colosvarba, 1551
- A Példabeszédek könyvének LXX szerinti fordítása, www.church-bg.eu/blog/